# Jan Baptist Zangrius
Jan Baptist Zangrius (? – Leuven, 1606) kiemelkedő brabanti rézmetsző, kiadó, nyomdász és könyvkereskedő.
A neve leginkább Johannes Baptista Zangrius alakban ismert, de előfordul még De Sanger, de Zangre, Zangre, Zangré alakban is.

## Zangrius életrajzi adatai

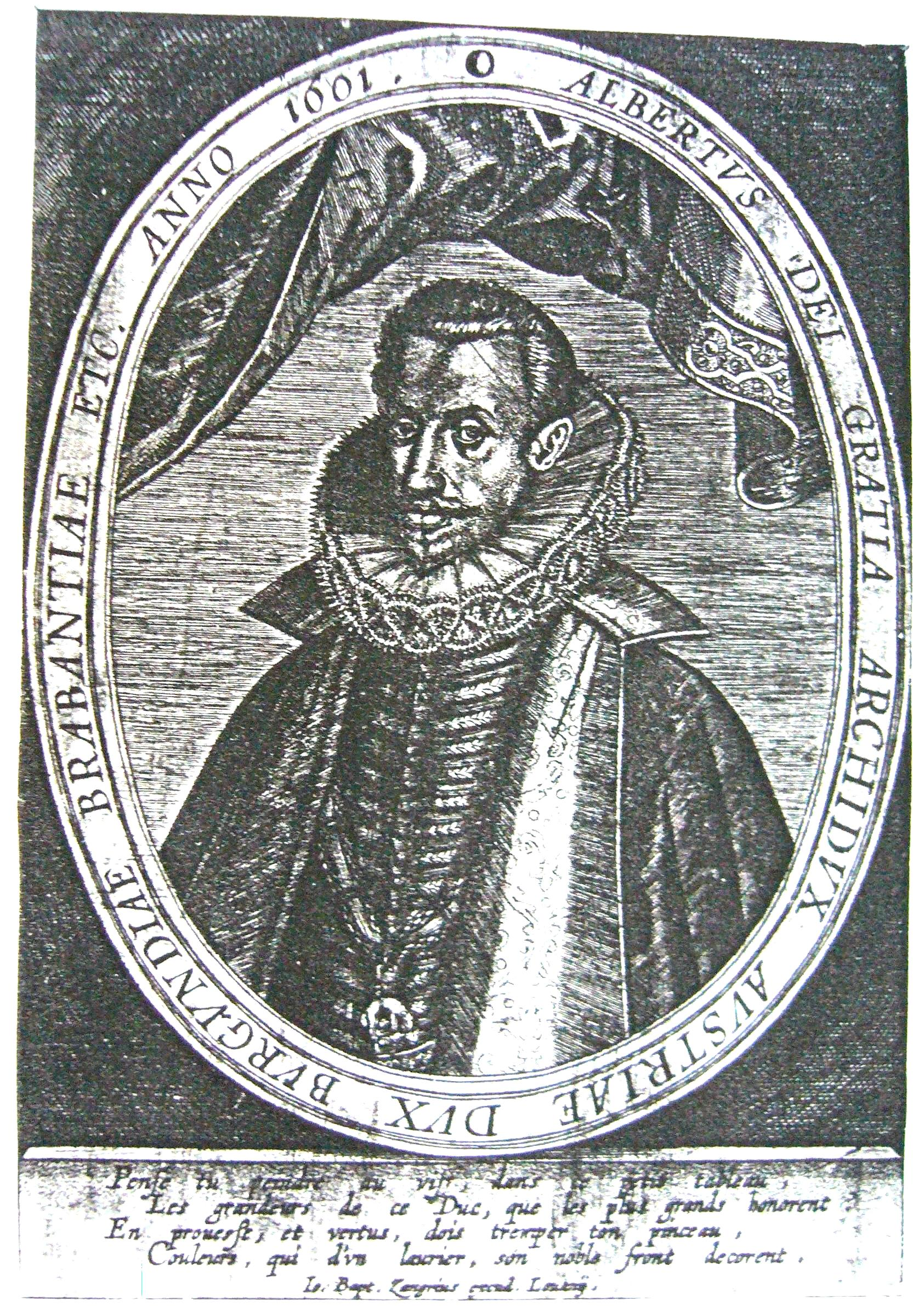
Zangrius metszete Habsburg Albertről

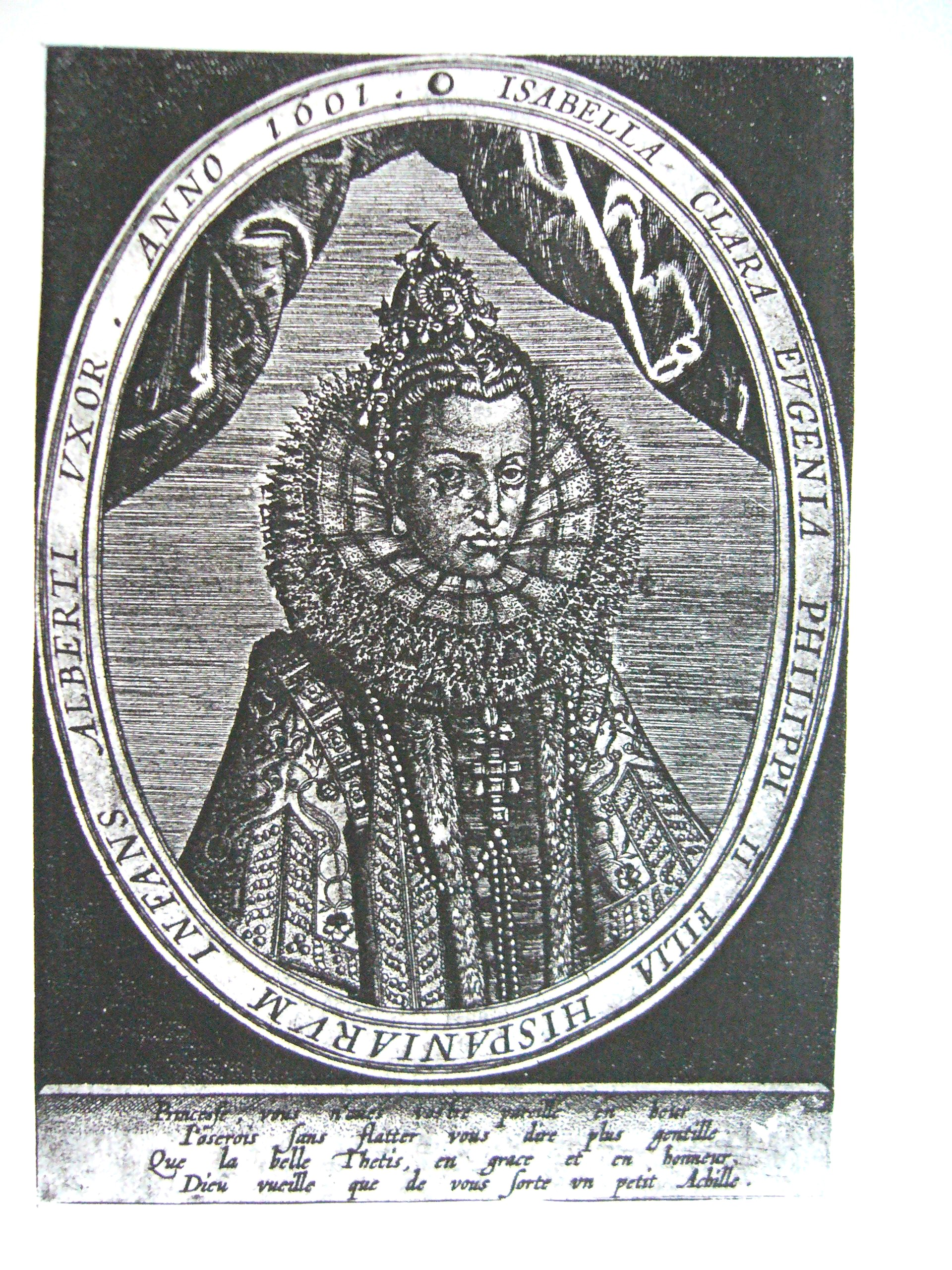
Zangrius metszete Izabella infánsnőről

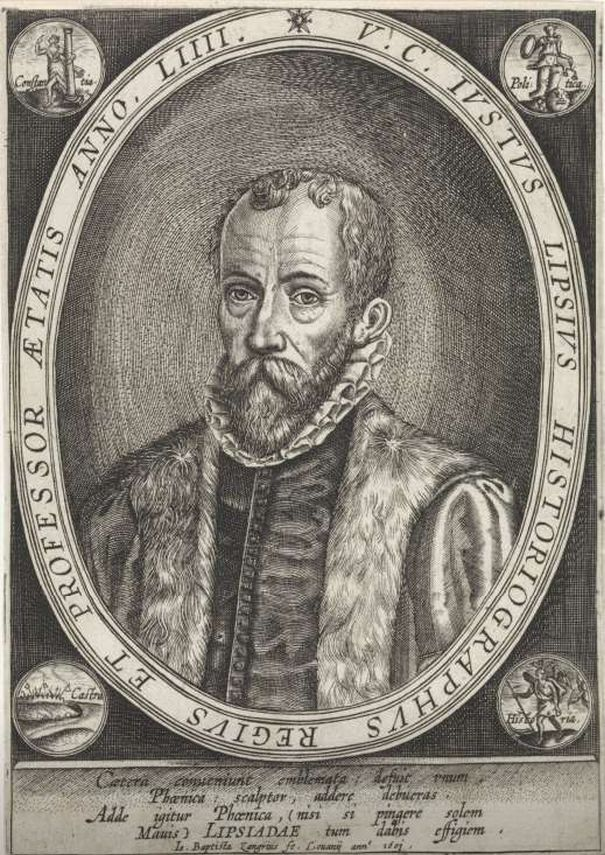
Zangrius Metszete Justus Lipsiusról

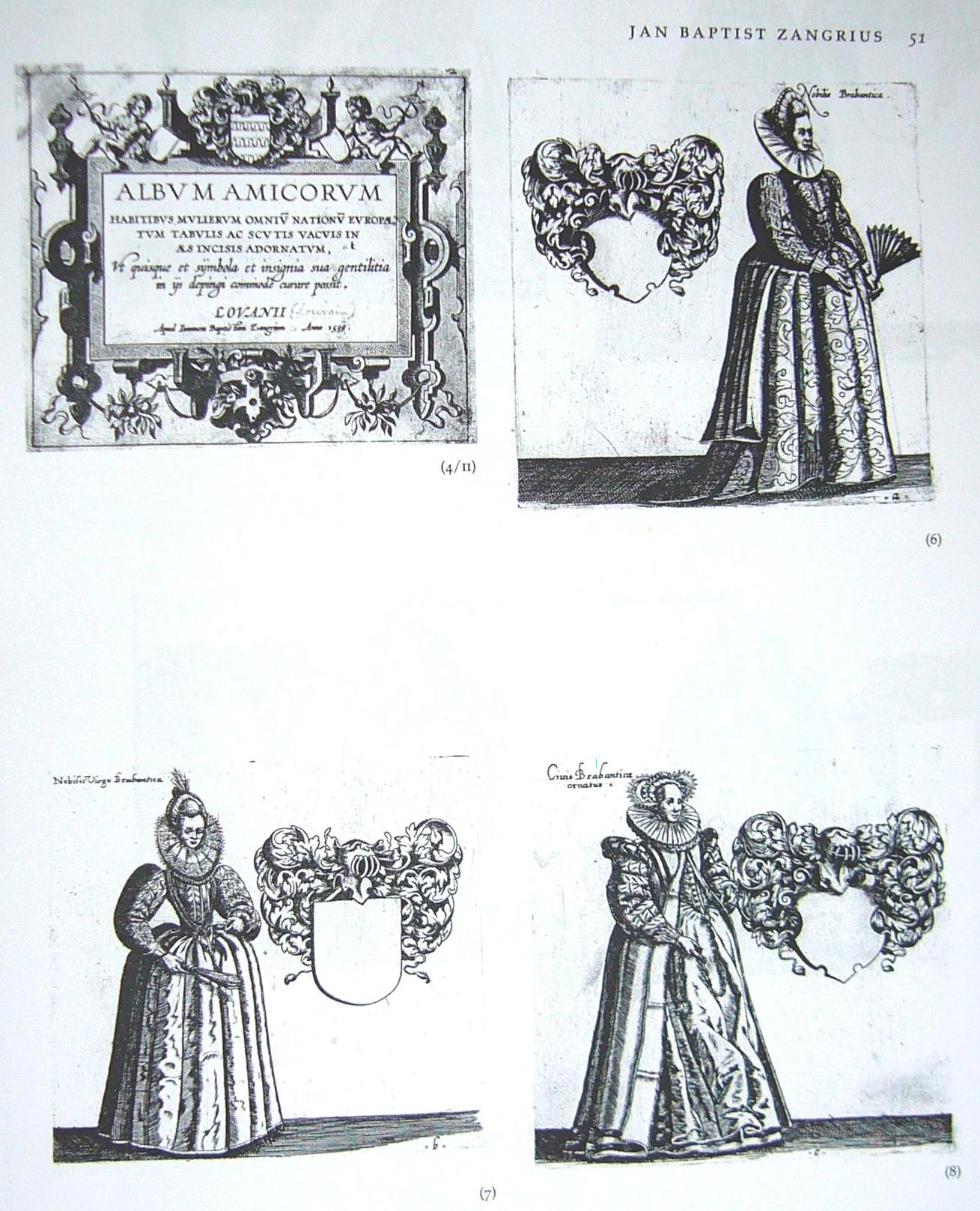
Metszetek Zangrius Album Amicorum c. művéből a címlappal

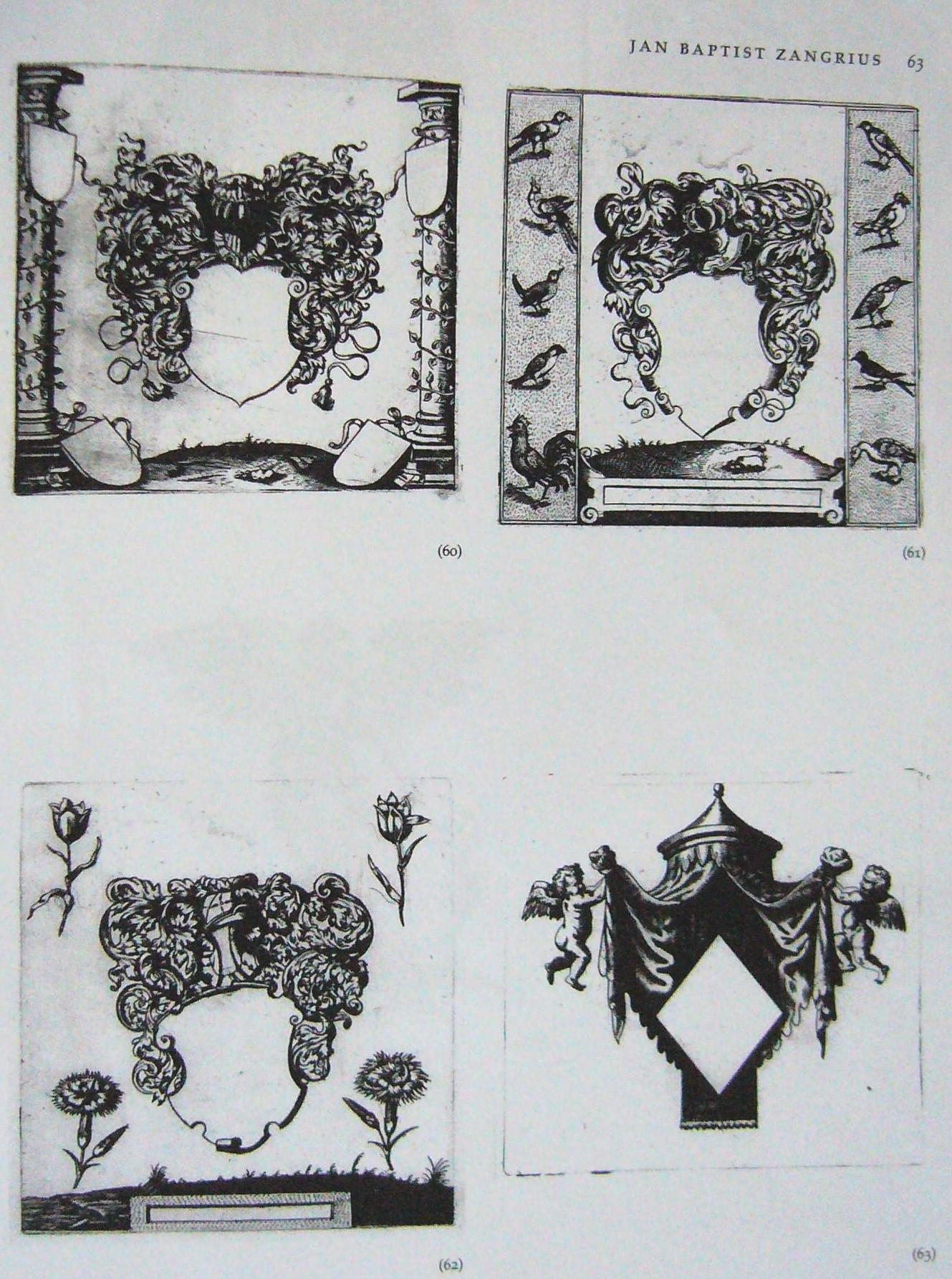
metszetek az Album Amicorumból a címersátrak előképével

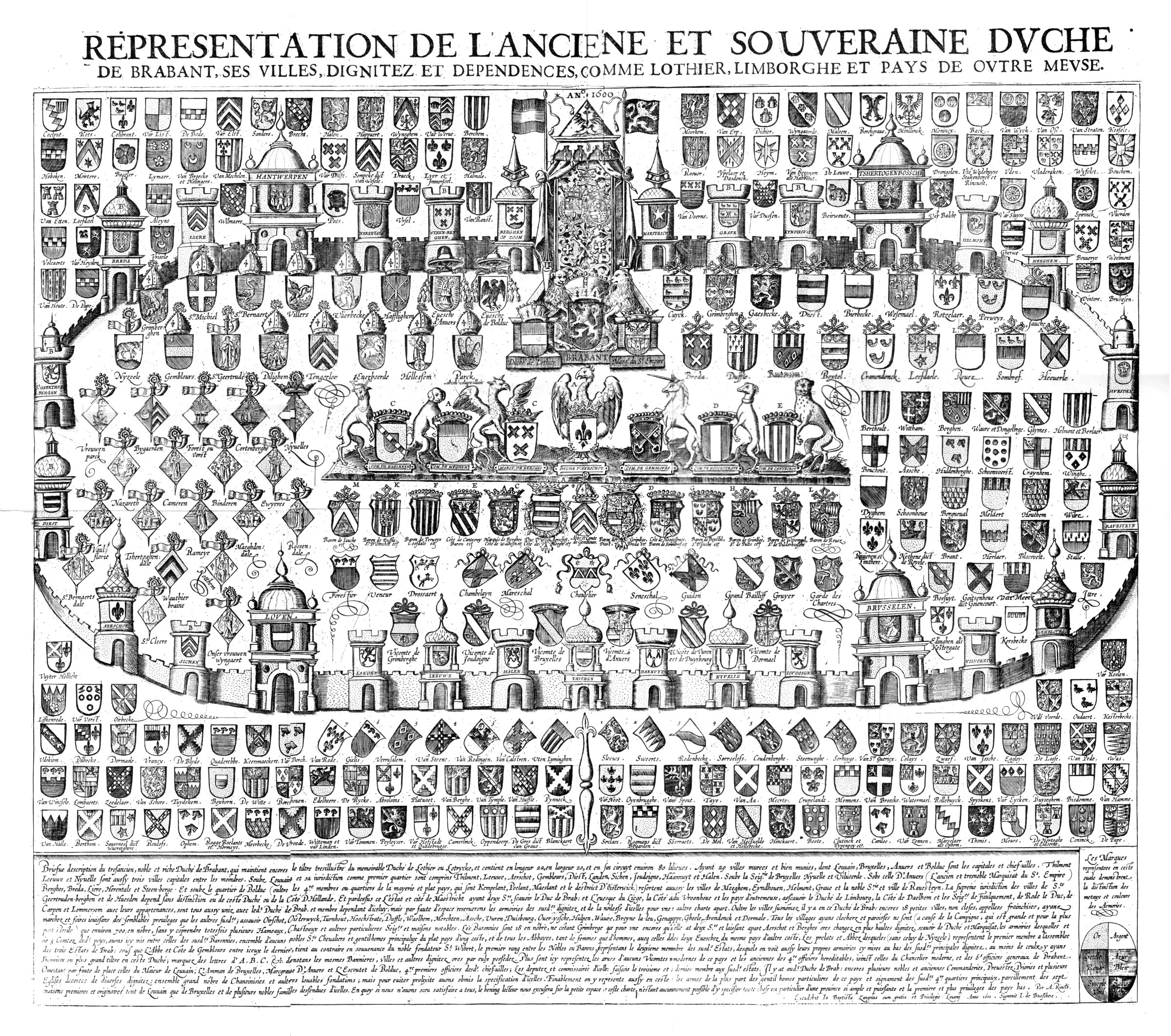
Zangrius címerlapjának reprodukciója

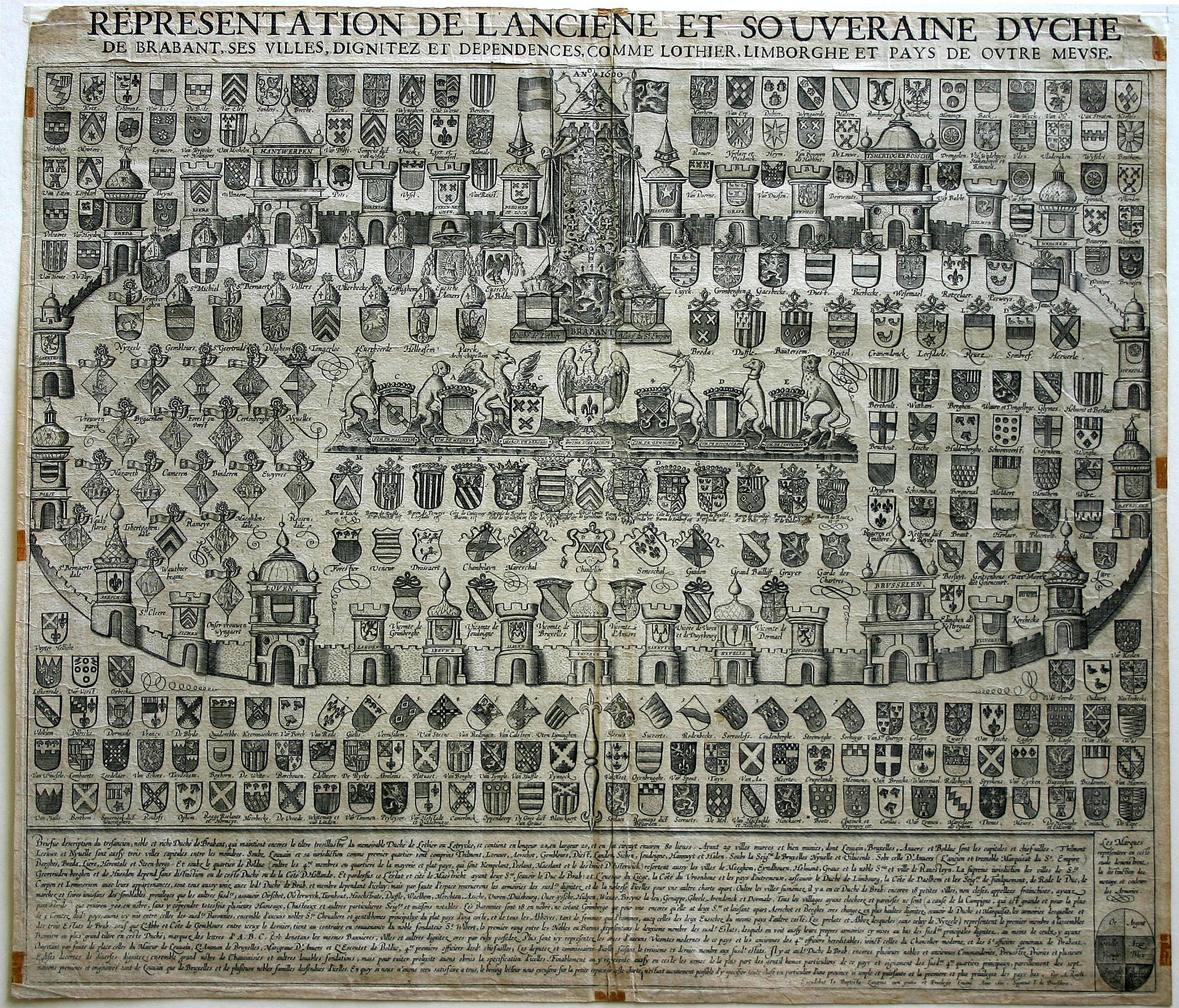
Zangrius eredeti címerlapja a helmondi levéltárból

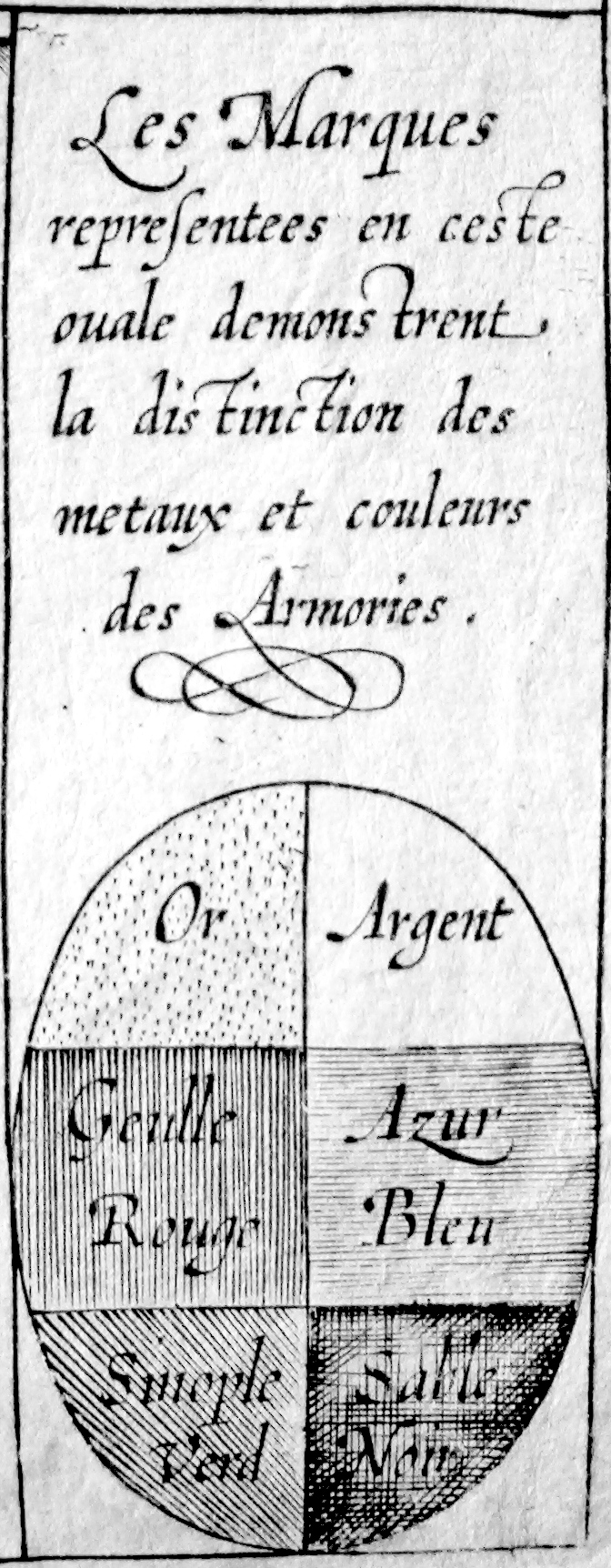
Zangrius vonalkázási táblázata, nagyítás a címerlap jobb alsó sarkáról

Leuvenben 1595 és 1606 között dolgozott. Valószínűleg rokona volt Petrus Zangrius (1525 vagy 1559-1623 u.) és Philippus Zangrius (Zangher) (Leuven, 1585-1610) kiadónak és nyomdásznak.
Elkészítette I. Albert, Dél-Németalföld kormányzója (1601) és felesége, Izabella (1601), valamint Justus Lipsius (1601) portréjának metszetét, és ezeket beillesztette az Album Amicorum című művének 1602-es (esetleg 1605-ös ?) kiadásába, mely összesen 67 rézmetszetet tartalmaz: 46 női viseletet és ornamentális címerkeretet, 9 négyzet alakú ornamentális keretet és kartust, 9 kis címerrajzot, valamint 11 nagyobb címerrajzot.
Az üres címerpajzsokat ábrázoló metszetek valószínűleg mintaként, vagy előre elkészített illusztrációként szolgálhattak, melyeket az adott hölgy vagy úr a címerével együtt elhelyezhetett az ismerőse emlékkönyvében (album [amicorum], Stammbuch, philotheca, onomatophylacium).
Ez a mű tartalmazza egyben a címersátrak előfutárának egyik legkorábbi ábrázolását is (valószínűleg Jean-Jacques Boissard alapján).
A kis címeres táblák címerpajzsai általában üresek. A női viseletek Julius Goltzius táblái után készültek, melyek a következő műben találhatók: Jean Jacques Boissard, Habitvs Variarvm Orbis gentium. Habitz de Nations estra:[n]ges. Trachten mancherley Voelcker des Erdskreysz, Cum Priuilegio Caesaro, Cum Priuilegio Regio, 1581 [Mechelen, Caspar Rutz]

## Művei
Albvm Amicorvm Habitibvs Mvliervm Omniv[m] Natoinv[m] Evropae, tvm Tabvlis as Scvtis Vacvis in aes Incisis Adonatvm, Vt quisque et sÿmbola et insignia sua gentilitia in ÿs depingi commode curare possit; Lovanii Apud Ioannem Baptistam Zangrium. Anno 1599.

## Zangrius metszeteinek kiadása
Hollstein‘s Dutch & Flemish Etchings, Engravings and Woodcuts 1450-1700. Volume LVIII, I. Wyngaerden to Anthony van Zylvelt.Compided by Jeroen de Scheemaker, Edited by D. De Hoop Scheffer. Sound & Vision Publishers Rotterdam 2001, in co-operation with the Rijksprentenkabinet, Rijksmuseum Amsterdam. pp. 40–64.

## Külső hivatkozások
- angolul:
- Archiválva 2006. május 19-i dátummal a Wayback Machine-ben

## Zangrius a heraldikában
Egyes források a legrégibb heraldikai vonalkázási rendszer feltalálójának tartják, mely az 1600-ban kiadott Brabanti címerlapon látható. Mérete 49 x 56,3 centiméter (van Ettro a méretét helytelenül 55 x 37 centiméterben adta meg), címe: Jean Baptiste Zangre, Representation de l'ancienne et souveraine Duche de Brabant, ses villes, dignitez et dependences, comme Lothier, Limborghe et Pays de outre Meuse. Louvain, 1600.
Készítette Arnold van Rincvelt, de „Zangrius címerlapja“-ként ismert.
A címerlap eredetije a helmondi városi levéltárban található.
A címerlap létrejöttének történeti hátterét az adta, hogy II. Fülöp spanyol király 1598. március 6-i végrendeletével Németalföldet elkülönítette Spanyolországtól és leánya, Izabella és Habsburg Albert főherceg házassága alkalmából (aki 1596 óta a tartomány kormányzója volt) önállóságot adott a tartománynak. A főhercegi házastársak 1599. szeptember 5-én ünnepélyesen vonultak be Brüsszelbe. Mivel Albert 1621-ben gyermektelenül halt meg, az ország a szerződés értelmében visszaszállt a spanyol koronára. (A temetésére készült 1623-as rézmetszetet Jacob Francquart, egy másik vonalkázási rendszer feltalálója készítette.) Albert szuverenitási proklamációjáról azonban több, a németalföldi városok és nemesek által kiadott címerlap is fennmaradt. A helmondi levéltárban található Zangrius-címerlap is ezek közé tartozik.
F. J. van Ettro közölte a címerlapot és úgy vélte (i. h. 211. l.), hogy annak színjelölési módszere teljesen megegyezik a ma is használt vonalkázással: „Particularly noteworthy about this chart is, that the metals gold and silver, and the colours red, blue, green and black, are rendered according to the same system of hatching by means of dots and stripes, as is being used to this day in modern heraldry“.
Azonban a ma is használt vonalkázási rendszer, melynek feltalálásaért Marcus Vulson de la Colombière és Silvester Petra Sancta versengett egymással, van Ettro véleményével ellentétben nem teljesen egyezik Zangrius rendszerével, de (miként az a címerlap eredetijéről készült nagyításon is látható) mindössze a fekete szín eltérő jelölésében különbözik attól. Így valóban kézenfekvő, hogy az elsőség Zangriust illeti és de la Colombière, illetve Petra Sancta ismerhette Zangrius címerlapját.
Zangrius az ovális pajzs alakú táblázatban a színek mezőjébe beírta az adott szín heraldikai francia és köznyelvi francia elnevezését: Or (arany), Argent (ezüst), Geulle [gueules] és Rouge (vörös), Azur és Bleu (kék), Sinople és Verd [vert] (zöld). Ezen színek vonalkázása megegyezik a ma is használt rendszerrel. Az egyetlen eltérést a fekete (Sable és Noir) szín jelenti. Miként az a nagyításon is jól látható, Zangrius a fekete jelölésére a függőleges és a (heraldikai) balharántos vonalakat használta, de a színjelölési tábla egy kis részén, a Sable és Noir feliratok között a kereszteződő vonalak is láthatók.
A címerlapon található címerek vizsgálatából az is megállapítható, hogy a kisebb tárgyak esetében Zangrius azokat vonalkázás helyett teljesen feketére festette, mint például Hannuit (Hannut) címerében az arany alapon a 3 fekete ollót és a fekete jelölésére néha a vízszintes és függőleges vonalak kereszteződése is előfordul (akárcsak a mai vonalkázási rendszerben).

### További reprodukciók
- https://web.archive.org/web/20070610070535/http://www.vanudenstichting.com/pages/main/nl-midden.htm
- https://web.archive.org/web/20070610071455/http://www.vanudenstichting.com/pages/boekenplank/boekenplank.htm
- A címerlap szkennelt változata az Eindhoven című könyvből való (első kiadása, 1965), melyet Erwin van Uden készített. A következő honlapon érhető el:

### Zangriust érintő honlapok
- https://web.archive.org/web/20060426035931/http://drukkers.library.uu.nl/cgi-bin/drukkers.pl?letter=Z&sorteer=Druk
- Archiválva 2006. május 19-i dátummal a Wayback Machine-ben
- Archiválva 2005. augusztus 2-i dátummal a Wayback Machine-ben
- https://web.archive.org/web/20070314063509/http://www.nicovandinther.nl/heraldiek.htm
- A helmondi levéltár honlapja